# Чит-Лейк (Західна Вірджинія)
Чит-Лейк (англ. Cheat Lake) — переписна місцевість (CDP) в США, в окрузі Мононґалія штату Західна Вірджинія. Населення — 9930 осіб (2020).

## Географія
Чит-Лейк розташований за координатами 39°39′49″ пн. ш. 79°50′53″ зх. д. / 39.66361° пн. ш. 79.84806° зх. д. (39.663515, -79.848045).  За даними Бюро перепису населення США в 2010 році переписна місцевість мала площу 41,00 км², з яких 37,06 км² — суходіл та 3,94 км² — водойми.

## Демографія
Згідно з переписом 2010 року, у переписній місцевості мешкало 7988 осіб у 3160 домогосподарствах у складі 2253 родин. Густота населення становила 195 осіб/км².  Було 3509 помешкань (86/км²).
Расовий склад населення:
| - 94,7 % — білих - 2,4 % — азіатів - 1,6 % — чорних або афроамериканців - 0,1 % — вихідців з тихоокеанських островів - 0,1 % — корінних американців |

До двох чи більше рас належало 0,8 %. Частка іспаномовних становила 1,6 % від усіх жителів.
За віковим діапазоном населення розподілялося таким чином: 24,7 % — особи молодші 18 років, 63,5 % — особи у віці 18—64 років, 11,8 % — особи у віці 65 років та старші. Медіана віку мешканця становила 39,5 року. На 100 осіб жіночої статі у переписній місцевості припадало 93,7 чоловіків;  на 100 жінок у віці від 18 років та старших — 93,6 чоловіків також старших 18 років.
Середній дохід на одне домашнє господарство  становив 109 957 доларів США (медіана — 83 403), а середній дохід на одну сім'ю — 130 802 долари (медіана — 96 667). Медіана доходів становила 71 384 долари для чоловіків та 46 740 доларів для жінок. За межею бідності перебувало 8,6 % осіб, у тому числі 10,6 % дітей у віці до 18 років та 4,7 % осіб у віці 65 років та старших.
Цивільне працевлаштоване населення становило 4545 осіб. Основні галузі зайнятості: освіта, охорона здоров'я та соціальна допомога — 35,6 %, науковці, спеціалісти, менеджери — 11,7 %, роздрібна торгівля — 9,4 %, виробництво — 8,9 %.